# Contopus caribaeus
Contopus caribaeus е вид птица от семейство Tyrannidae.

## Разпространение
Видът е разпространен в Бахамските острови, Куба, Доминиканската република, Хаити, Ямайка, Пуерто Рико и Търкс и Кайкос.